# Jean Le Fèvre (évêque de Chartres)
Pour les articles homonymes, voir Fabri, Lefèvre, Le Fèvre et Jean Le Fèvre (homonymie).
Jean Le Fèvre, dit aussi Jean Lefèvre ou Jean Fabri, est né à Paris d'un père originaire de Douai (comté de Flandre) entre 1330 et 1340[réf. nécessaire] et mort à Avignon le 11 janvier 1390.

## Biographie
Bénédictin, il étudie à Paris et Orléans et est reçu docteur dans les deux droits. il prend l'habit à l’abbaye Saint-Vaast d'Arras dont il devient prévôt puis abbé (1370-1380). Il est ensuite abbé de Saint-Philibert de Tournus (1368-1370).
Admis au conseil de Charles V le Sage en 1372, il fait plusieurs ambassades au service du roi, notamment auprès du pape Grégoire IX.
Après avoir exercé ces charges civiles et ecclésiastiques, il devient en 1378 chancelier du duc Louis Ier d'Anjou, puis de sa veuve Marie de Blois et de son fils Louis II jusqu'à sa mort.
Il a laissé un volumineux Journal qui témoigne de son activité de chancelier au jour le jour, de 1382 à 1388 et constitue un très important document pour l'histoire de la papauté d'Avignon au commencement du Grand Schisme, des relations internationales à la fin du XIVe siècle ainsi que de l'histoire du comté de Provence pendant la guerre de succession connue sous le nom de guerre de l'Union d'Aix.
En 1380, il est nommé évêque de Chartres par l'antipape Clément VII, siège qu'il conserve jusqu'à sa mort.
Il est enterré dans l'église collégiale Saint-Martial d'Avignon après avoir dicté son testament à l'hôtellerie de la Cervelière, rue de la Bouquerie, à Avignon, le 10 janvier 1390.

## Nom et dérivés
- Il n’est que rarement désigné sous la forme latinisée de son patronyme, Johannes Fabri[4].
- Il ne faut pas le confondre avec Jean Le Fèvre de Saint-Remy (c.1395-1468), chroniqueur bourguignon et auteur d'une Chronique de Charles VI, ni avec Jean Le Fèvre de Ressons (c.1320 - apr. 1380), procureur au Parlement de Paris et auteur ou traducteur d'ouvrages moraux, ni non plus avec Jean le Fèvre, évêque de Tulle et cardinal (mort en 1372). Il n'est pas non plus le Jean Fabri donné comme évêque de Carcassonne (1362-1370).

## Œuvres
- Journal de Jean Le Fèvre, évêque de Chartres, chancelier des rois de Sicile Louis Ier et Louis II d'Anjou, t. 1, Paris, 1887 (lire en ligne). [le vol. 1, texte seul, est le seul paru].
- Journal de Jean Le Fèvre, chancelier des ducs d'Anjou et comtes de Provence (1381-1388), éd. Michel Hébert et Jean-Michel Matz, avec la collaboration de Noël Coulet, Philippe Genequand, Mathieu Lescuyer, Christophe Masson et Thierry Pécout, Rennes, Presses Universitaires de Rennes, 2020, 736 p. [avec introduction, notes et index] [ (ISBN 978-2-7535-7892-0)].
- Discours prononcé à Avignon en 1376, « Un discours inédit de Jean le Fèvre, abbé de Saint-Vaast et conseiller de Charles V (8 décembre 1376) », Mémoires de l'Académie d'Arras, 4e s., 2 (1943-1944), éd. Yves Renouard, p. 83-90 [réédité dans Études d’histoire médiévale, Publications de la Sorbonne, 1979].
- De planctu bonorum, traité pour la défense de Clément VII contre le De fletu ecclesie de Giovanni da Legnano qui soutenait le pape Urbain VI au commencement du Grand Schisme d'Occident, éd. A. Fabbri, A., All'indomani del grande scisma di Occidente. Jean Le Fevre canonista al servizio dei Valois e il trattato “De Planctu Bonorum” in risposta a Giovanni da Legnano, Florence, Edifir, 2013.
- Il pourrait être l'auteur ou le commanditaire de l'opuscule intitulé « Tractatum de aliquibus nobilitatem et antiquam fundacionem Carnotensis ecclesie tangentibus », contenant la liste des évêques de Chartres depuis Aventin jusqu’à Jean le Fèvre (continuée par la suite jusqu’au XVIIe siècle) et communément désignée comme la « Vieille Chronique » de l'église de Chartres, éd. E. de Lépinois et L. Merlet, Cartulaire de Notre-Dame de Chartres, 2 vol., Paris, 1862-1863, t. I, p. 1-66[4].